# Wautoma (Wisconsin)
Wautoma – miasto w Stanach Zjednoczonych, w stanie Wisconsin, siedziba administracyjna hrabstwa Waushara.